# 박지우 (축구 선수)
박지우(1993년 11월 23일 ~ )은 대한민국의 축구 선수이다. 포지션은 수비수이다.